# NGC 3903
NGC 3903 este o emission-line galaxy⁠(d) situată în constelația Centaurul. A fost descoperită în 21 aprilie 1835 de către John Herschel. Se află la o distanță de 39,07 de megaparseci de Pământ.